# François de Roubaix
Pour les articles homonymes, voir Roubaix (homonymie).
François de Roubaix, né le 3 avril 1939 à Neuilly-sur-Seine et mort le 21 novembre 1975 à Tenerife, est un compositeur et réalisateur français.
En une dizaine d'années de carrière, il crée un style musical aux sonorités nouvelles. Aujourd'hui, nombre de compositeurs utilisent des échantillons de ses musiques, notamment celle de Dernier Domicile connu.

## Biographie
Fils du réalisateur de films institutionnels Paul de Roubaix et de la cinéaste d'animation Mimma Indelli, François de Roubaix développe rapidement une passion pour le septième art, ainsi que pour la plongée sous-marine, que pratiquent également ses parents.

### Carrière

#### Débuts en autodidacte

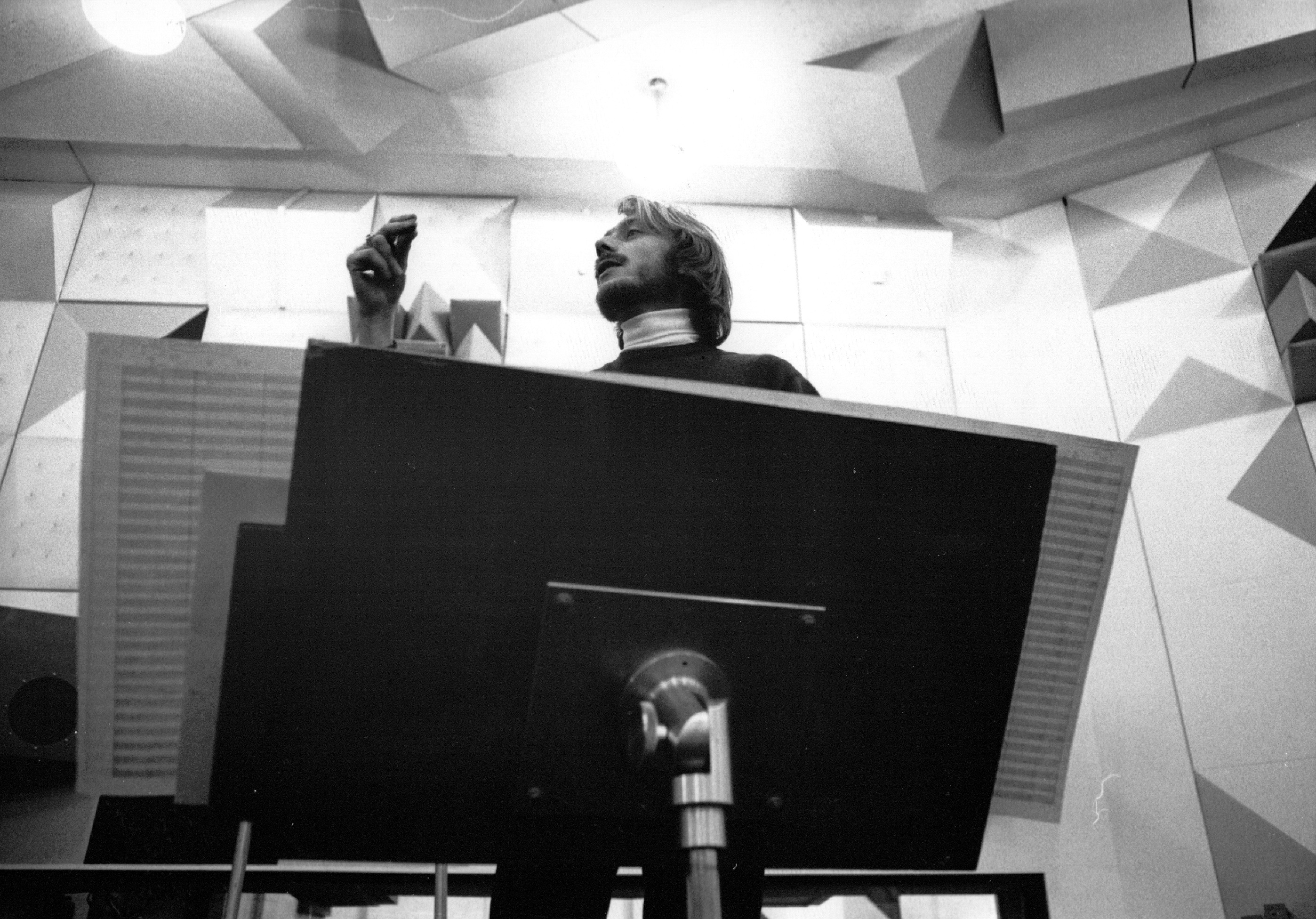
François de Roubaix en studio, dirige des musiciens, lors d'un enregistrement.

François de Roubaix découvre le jazz en 1954 alors que son père, Paul de Roubaix, produit et réalise des films institutionnels ; le mélange entre musique et cinéma ne le quitte plus. Il achète un trombone d'occasion et se produit avec des amis, Pierre Richard entre autres, dans des bars parisiens. Doué d'un remarquable sens de la mélodie, il travaille énormément sur les sonorités, la diversification instrumentale et les mariages entre instruments.
Roubaix envisage dans un premier temps de devenir réalisateur, avant de rencontrer Robert Enrico, alors élève de son père. Il compose pour lui la musique de son premier long-métrage, Les Grandes Gueules, en 1965. Il conserve tout de même cette envie de réaliser ses propres films, et obtient par ailleurs le César du meilleur court-métrage à titre posthume pour Comment ça va je m'en fous en 1977.

#### Entrée dans le cinéma

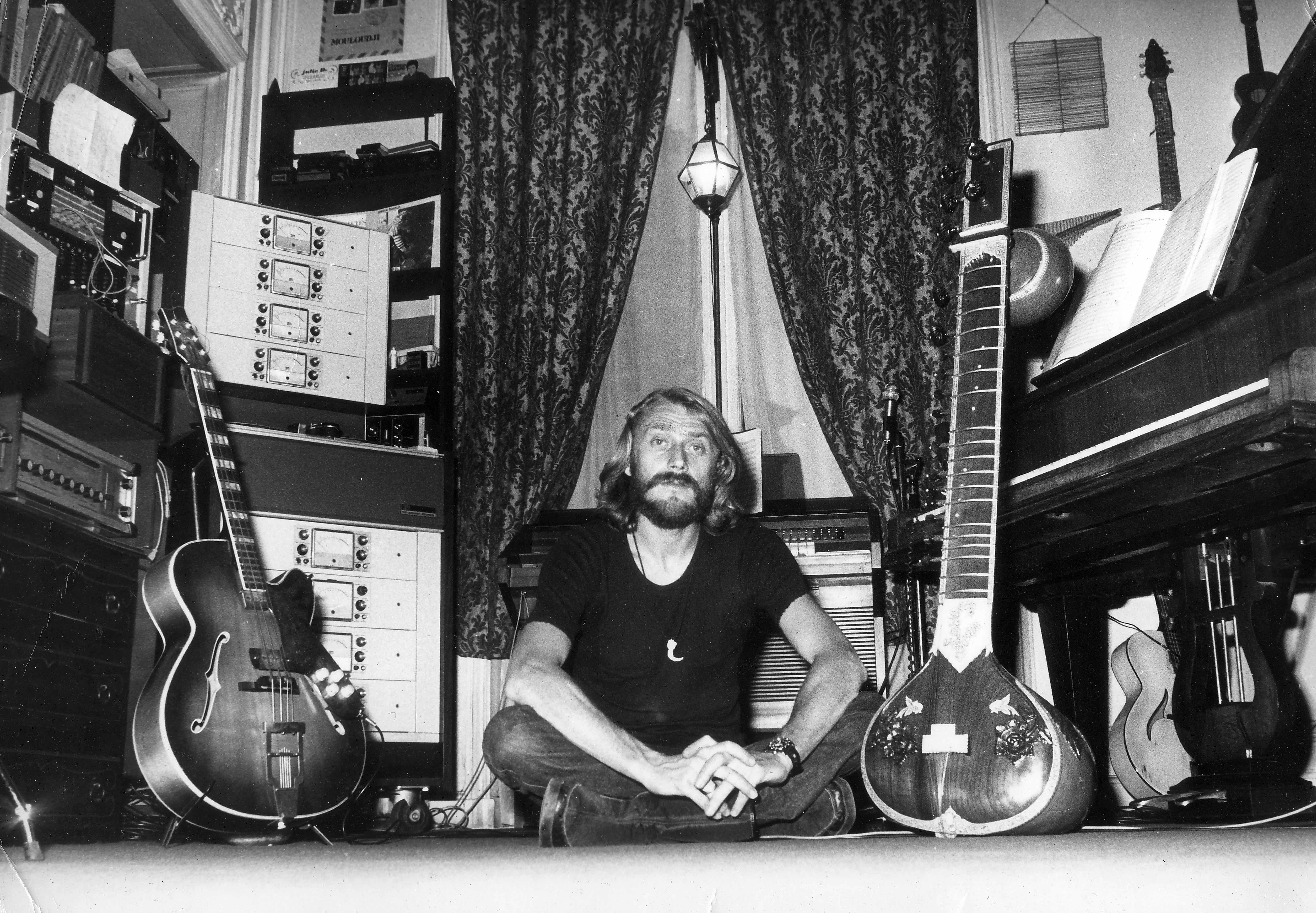
François de Roubaix chez lui, au milieu de son home studio à Paris, rue de Courcelles.

En pionnier, François de Roubaix aménage dès 1972, dans son appartement parisien de la rue de Courcelles, un des tout premiers home studios huit pistes, où il travaille, finalise ou pose les bases de musiques qu'il complète ailleurs, généralement avec son ingénieur du son, Jean-Pierre Pellissier (cordes, batterie). 
Il compose la musique pour le court-métrage Transition de phase dans les cristaux liquides, une pure expérience perceptuelle et psychédélique sur un sujet très scientifique, l'avant-dernier film de Jean Painlevé, fondateur de l'Institut de cinématographie scientifique que préside alors Paul de Roubaix. 
Il travaille avec toute une génération de metteurs en scène pour le cinéma (Robert Enrico, José Giovanni, Jean-Pierre Melville, Yves Boisset, Jean-Pierre Mocky, Serge Korber…), pour la télévision (Chapi Chapo, Les Chevaliers du ciel, Commissaire Moulin, Pépin la bulle…) mais également pour de nombreuses publicités ou indicatifs, tels le générique Gaumont, la SNCF, ou les indicatifs de la télévision zaïroise (à l'époque Radio-Télévision nationale congolaise). Parmi ses compositions les plus connues figurent les bandes originales des films Les Aventuriers (1967), de Robert Enrico, et La Scoumoune (1972), de José Giovanni. Il crée sa dernière musique pour le film de Robert Enrico Le Vieux Fusil (1975).
François de Roubaix projette de composer la musique du film de José Giovanni Le Gitan lorsqu'il meurt accidentellement. La bande originale du film est finalement écrite par Claude Bolling.

### Mort accidentelle
Le 21 novembre 1975, François de Roubaix meurt dans un accident de plongée sous-marine, au large des îles Canaries, où il se trouve depuis cinq jours avec sa compagne, Rosario, et son fils, Benjamin. Avec son ami Juan Benitez, musicien et moniteur de plongée, ils partent ensemble visiter une grotte sous-marine labyrinthique et réputée dangereuse à vingt-cinq mètres de profondeur afin d'y faire des photographies pour l'ouvrage que prépare François de Roubaix. Au retour, les deux hommes se perdent à cause d'une forte turbidité de l'eau provoquée par le soulèvement du sable. Leurs bouteilles d'air se vident avant qu'ils puissent retrouver l'air libre, ayant commis l'imprudence de plonger sans fil d'Ariane. Sa tombe se trouve dans le cimetière de Los Cristianos, dans la commune d'Arona. Il laisse une fille de dix ans, Patricia, et un garçon de six mois, Benjamin, né de Rosario, sa dernière compagne. Celui-ci devient à son tour tromboniste et compositeur.
Le 3 avril 1976, jour où il aurait dû fêter ses 37 ans, il reçoit à titre posthume le César de la meilleure musique pour le film Le Vieux Fusil. C'est son père, Paul de Roubaix, qui vient chercher le trophée.

## Filmographie

### Cinéma

#### Longs métrages
- 1964 : Strip-teaseuses ou Ces femmes que l'on croit faciles, de Jean-Claude Roy
- 1964 : Contrepoint, de Robert Enrico
- 1966 : Les Grandes Gueules, de Robert Enrico
- 1966 : Les Combinards, de Jean-Claude Roy
- 1967 : Les Aventuriers, de Robert Enrico
- 1967 : La Loi du survivant, de José Giovanni
- 1967 : La Blonde de Pékin, de Nicolas Gessner
- 1967 : Le Samouraï, de Jean-Pierre Melville
- 1967 : Diaboliquement vôtre, de Julien Duvivier
- 1968 : Tante Zita, de Robert Enrico
- 1968 : Les Teenagers, documentaire de Pierre Roustang
- 1968 : Les Poneyttes, de Joël Lemoigne
- 1968 : Le Rapace, de José Giovanni
- 1968 : Comment les séduire, de Jean-Claude Roy (sous le pseudonyme de Cisco El Rubio).
- 1968 : Adieu l'ami, de Jean Herman
- 1968 : Ho !, de Robert Enrico
- 1968 : La Grande Lessive (!), de Jean-Pierre Mocky
- 1969 : Jeff, de Jean Herman
- 1969 : Quarante-huit heures d'amour, de Cecil Saint-Laurent
- 1969 : Les Étrangers, de Jean-Pierre Desagnat
- 1969 : Le Témoin, d'Anne Walter et Louis Duchesne
- 1970 : L'Étalon, de Jean-Pierre Mocky
- 1970 : Dernier Domicile connu, de José Giovanni
- 1970 : Une infinie tendresse, de Pierre Jallaud
- 1970 : Pour un sourire, de François Dupont-Midy
- 1970 : La Peau de Torpedo, de Jean Delannoy
- 1970 : L'Homme orchestre, de Serge Korber
- 1970 : Les Novices, de Guy Casaril
- 1971 : Morgane et ses nymphes, de Bruno Gantillon (sous le pseudonyme de Cisco El Rubio)
- 1971 : Un peu, beaucoup, passionnément..., de Robert Enrico
- 1971 : Un aller simple, de José Giovanni
- 1971 : Les Lèvres rouges, d'Harry Kumel
- 1971 : Les Amis, de Gérard Blain
- 1971 : Le Saut de l'ange, d'Yves Boisset
- 1971 : Boulevard du rhum, de Robert Enrico
- 1971 : Où est passé Tom ?, de José Giovanni
- 1972 : La Guerre d'Algérie, documentaire d'Yves Courrière et Philippe Monnier
- 1972 : Chut !, de Jean-Pierre Mocky
- 1972 : Far from Dallas, de Philippe Toledano
- 1972 : Les Caïds, de Robert Enrico
- 1972 : La Scoumoune, de José Giovanni
- 1973 : Pénélope, folle de son corps, d'Alain Magrou
- 1973 : L'Accalmie, d'Alain Magrou
- 1973 : R.A.S., d'Yves Boisset
- 1973 : Les Anges, de Jean Desvilles
- 1974 : Trauma (de), de Karl Heinz Zeitler (de) (sous le nom de « Douglas Fithian »)
- 1974 : Les Suspects, de Michel Wyn
- 1975 : Mais où sont passées les jeunes filles en fleurs ?, de Jean Desvilles
- 1975 : Le Vieux Fusil, de Robert Enrico
- 1976 : Les Grands Moyens, d'Hubert Cornfield
- 1981 : Minoïe, de Jean Jabely et Philippe Landrot

#### Courts métrages
- 1959 : Prosper le mérou, de Jean Foucher-Créteau
- 1961 : Thaumetopoea, documentaire de Robert Enrico sur la vie des chenilles processionnaires du pin et leur extermination contrôlée
- 1961 : Les Grues de chantier, documentaire de Paul de Roubaix
- 1961 : Il pleut, berger, documentaire d'Henri Lanoë
- 1962 : Montagnes magiques, documentaire de Robert Enrico
- 1962 : Le Métier des autres, documentaire de Robert Enrico
- 1962 : Allegro ma troppo, de Paul de Roubaix
- 1965 : Le Jongleur de Notre-Dame, d'Italo Bettiol et Stefano Lonati
- 1966 : Les Chats, de Philippe Durand
- 1966 : Elles, d'Alain Magrou
- 1967 : Santo-Pietro, documentaire de Jean-Michel Barjol
- 1967 : Des terrils et des Turcs, documentaire de Jean-Michel Barjol
- 1967 : Contacts, de Dolorès Grassian
- 1968 : La 231 D 435, documentaire d'Yves Clara
- 1968 : Les Étrangers, documentaire de Jean-Michel Barjol
- 1968 : L'Ascenseur, de Pierre Lary
- 1969 : Week-end surprise, de Georges Dumoulin
- 1969 : Portrait pour demain, documentaire de Bertrand Hadengue et Pierre Lary
- 1969 : Le Gobbo, de François de Roubaix
- 1969 : Emma Zunz, d'Alain Magrou
- 1970 : Des poissons et des hommes, documentaire de Jean Foucher-Créteau
- 1972 : Les Jumelles, de Jean Desvilles
- 1973 : Les Demi-jours, documentaire de Jacques Doillon
- 1973 : Laissés pour compte, documentaire de Jacques Doillon
- 1974 : Les borgnes sont rois, de Michel Leroy et Edmond Séchan
- 1974 : Présentez-moi votre sœur, de Jean-Marie Durand
- 1974 : La Couleur de la mer, de Gilles Béhat
- 1976 : Comment ça va je m'en fous, de François de Roubaix
- 1977 : La Télédiction, un nouveau regard sur la terre, documentaire de Daniel Absil, Paul de Roubaix et François Dupeyron
- 2012 : Chapeau, de Jean-Pierre Mocky

### Télévision

#### Séries télévisées
- 1965 : Les Survivants, de Dominique Genée
- 1967 : La vie commence à minuit, d'Yvan Jouannet
- 1967 : Rue barrée (26 épisodes), de René Versini
- 1967 : Vers le cosmos (10 épisodes), de Jean-Paul Carrère
- 1968 : Les Secrets de la mer Rouge (4 épisodes), de Pierre Lary.
- 1968 : Les Cinq Dernières Minutes, épisode Tarif de nuit, de Guy Séligmann
- 1968-1970 : Les Chevaliers du ciel[10], de François Villiers
- 1968 : Le Paradis terrestre, de Réginald Boisvert
- 1969 : Les Oiseaux rares (60 épisodes), de Jean Dewever
- 1969 : Pépin la bulle, d'Italo Bettiol et Stefano Lonati
- 1969 : Que ferait donc Faber ? (mini-série humoristique en 8 épisodes), de Dolorès Grassian
- 1969 : Sial IV, d'Ado Kyrou
- 1970 : Téva opération Gauguin, d'Adolphe Sylvain
- 1970 : Les Enquêteurs associés (8 épisodes)
- 1970 : Les Sesterain ou Le Miroir 2000 (13 épisodes)
- 1973 : Le Provocateur
- 1973 : La mer est grande (6 épisodes), de Philippe Condroyer
- 1973 : Poker d'As (26 épisodes)
- 1974 : À dossiers ouverts, de Claude Boissol
- 1974 : Le soleil se lève à l'est, de François Villiers — générique interprété par Johnny Hallyday
- 1974 : À vous de jouer Milord, mini-série de Christian-Jaque
- 1974 : Chapi Chapo
- 1974 : Survol (épisode L’Antarctique)
- 1975 : Les Secrets de la mer Rouge (saison 2), de Pierre Lary
- 1976 : Le Trois de cœur (25 épisodes), de Michel Picard, Alain Périsson, Jean-Pierre Richard et Roger Andrieux (selon les épisodes)
- 1976 : Commissaire Moulin (1er épisode : Ricochets)
- 1978 : Le Clan Beaulieu
- 2009 : Un film sans…

#### Téléfilms
- 1965 : Théâtre de la jeunesse : La Redevance du fantôme, de Robert Enrico
- 1971 : Les Bottes de sept lieues, de François Martin
- 1974 : Padena ou le Soir de ce jour-là, d'Alain Magrou
- 1975 : Mort d'un guide, de Jacques Ertaud

#### Autre
- 1973 : Le Manège aux images (génériques de début et de fin : Le Rêve de Samba)

## Récompenses
- Césars 1976 : César de la meilleure musique pour Le Vieux Fusil.
- Césars 1977 : César du meilleur court-métrage de fiction pour Comment ça va je m'en fous.

## Influence et hommages
- En 2000, Robbie Williams utilise la bande originale du film Dernier Domicile connu de José Giovanni pour sa chanson Supreme.
- À la fin de 2008, Vincent Delerm lui consacre une chanson, Et François de Roubaix dans le dos, sur son album Quinze Chansons[11].
- En 2012, Benjamin de Roubaix publie un album hommage à son père François de Roubaix, L'Homme des Sables[1] sur lequel il reprend Les Secrets de La Mer Rouge, La Scoumoune, Le Vieux Fusil et Le Saut de l'Ange.
- En 2015, pour les 40 ans de la disparition du compositeur, l'arrangeur Fred Pallem et Le Sacre du tympan lui rendent un hommage appuyé dans un album.

### Film documentaire
- François de Roubaix l'aventurier, film de Jean-Yves Guilleux et Alexandre Moix, 2007, 52 min.